# 3e étape du Tour d'Italie 2018
Pour un article plus général, voir Tour d'Italie 2018.
La 3e étape du Tour d'Italie 2018 se déroule le dimanche 6 mai 2018, entre Beer-Sheva et Eilat sur une distance de 229 km. Elle est remportée au sprint par le coureur italien Elia Viviani, de l'équipe Quick-Step Floors. L'Australien Rohan Dennis (BMC) conserve le maillot rose.

## Déroulement de la course
Enrico Barbin (Bardiani-CSF), Guillaume Boivin (Israel Cycling Academy) et Marco Frapporti (Androni Giocattoli-Sidermec) s'échappent dès le départ. Ils obtiennent une avance de 7 minutes et 20 secondes, avant que l'équipe de BMC ne lance la poursuite afin de protéger le maillot rose de Rohan Dennis. Barbin devance Boivin à la côte du Makhtesh Ramon et conforte sa première place au classement de la montagne. Les échappés sont repris à six kilomètres de l'arrivée. Guillaume Boivin a parcouru près de 300 kilomètres en échappée en deux jours. Comme la veille, Elia Viviani (Quick-Step Floors) s'impose au sprint. Il devance Sacha Modolo (EF Education First-Drapac) et Sam Bennett (Bora-Hansgrohe), et reste en tête du classement par points. Rohan Dennis (BMC), arrivé dans le peloton, garde le maillot rose,.

## Résultats

### Classement de l'étape
| \| Classement de l'étape \| Classement de l'étape \| Classement de l'étape \| Classement de l'étape \| Classement de l'étape \| \| Coureur \| Coureur \| Pays \| Équipe \| Temps \| \| --------------------- \| --------------------- \| --------------------- \| ----------------------------- \| --------------------- \| \| 1er \| Elia Viviani \| Italie \| Quick-Step Floors \| 5 h 02 min 09 s \| \| 2e \| Sacha Modolo \| Italie \| EF Education First-Drapac \| + 0 s \| \| 3e \| Sam Bennett \| Irlande \| Bora-Hansgrohe \| + 0 s \| \| 4e \| Jakub Mareczko \| Italie \| Wilier Triestina-Selle Italia \| + 0 s \| \| 5e \| Danny van Poppel \| Pays-Bas \| LottoNL-Jumbo \| + 0 s \| \| 6e \| Jens Debusschere \| Belgique \| Lotto-Soudal \| + 0 s \| \| 7e \| Manuel Belletti \| Italie \| Androni Giocattoli-Sidermec \| + 0 s \| \| 8e \| Baptiste Planckaert \| Belgique \| Katusha-Alpecin \| + 0 s \| \| 9e \| Mads Pedersen \| Danemark \| Trek-Segafredo \| + 0 s \| \| 10e \| José Gonçalves \| Portugal \| Katusha-Alpecin \| + 0 s \| |                     |          |                               |                 |
| |                     |          |                               |                 |
| Source : ProCyclingStats |                     |          |                               |                 |
| Classement de l'étape |                     |          |                               |                 |
| Coureur | Coureur             | Pays     | Équipe                        | Temps           |
| 1er | Elia Viviani        | Italie   | Quick-Step Floors             | 5 h 02 min 09 s |
| 2e | Sacha Modolo        | Italie   | EF Education First-Drapac     | + 0 s           |
| 3e | Sam Bennett         | Irlande  | Bora-Hansgrohe                | + 0 s           |
| 4e | Jakub Mareczko      | Italie   | Wilier Triestina-Selle Italia | + 0 s           |
| 5e | Danny van Poppel    | Pays-Bas | LottoNL-Jumbo                 | + 0 s           |
| 6e | Jens Debusschere    | Belgique | Lotto-Soudal                  | + 0 s           |
| 7e | Manuel Belletti     | Italie   | Androni Giocattoli-Sidermec   | + 0 s           |
| 8e | Baptiste Planckaert | Belgique | Katusha-Alpecin               | + 0 s           |
| 9e | Mads Pedersen       | Danemark | Trek-Segafredo                | + 0 s           |
| 10e | José Gonçalves      | Portugal | Katusha-Alpecin               | + 0 s           |

### Points attribués
|   | Cycliste         | Pays            | Équipe                      | Points |
| - | ---------------- | --------------- | --------------------------- | ------ |
| 1 | Guillaume Boivin | Canada          | Israel Cycling Academy      | 20     |
| 2 | Marco Frapporti  | Italie          | Androni Giocattoli-Sidermec | 12     |
| 3 | Enrico Barbin    | Italie          | Bardiani CSF                | 8      |
| 4 | Elia Viviani     | Italie          | Quick-Step Floors           | 6      |
| 5 | Sacha Modolo     | Italie          | EF Education First-Drapac   | 4      |
| 6 | Michael Mørkøv   | Danemark        | Quick-Step Floors           | 3      |
| 7 | Ryan Gibbons     | Afrique du Sud  | Dimension Data              | 2      |
| 8 | Zdeněk Štybar    | Tchécoslovaquie | Quick-Step Floors           | 1      |

|   | Cycliste         | Pays           | Équipe                      | Points | Bonif |
| - | ---------------- | -------------- | --------------------------- | ------ | ----- |
| 1 | Guillaume Boivin | Canada         | Israel Cycling Academy      | 20     | 3 s   |
| 2 | Marco Frapporti  | Italie         | Androni Giocattoli-Sidermec | 12     | 2 s   |
| 3 | Enrico Barbin    | Italie         | Bardiani CSF                | 8      | 1 s   |
| 4 | Elia Viviani     | Italie         | Quick-Step Floors           | 6      |       |
| 5 | Ryan Gibbons     | Afrique du Sud | Dimension Data              | 4      |       |
| 6 | Michael Mørkøv   | Danemark       | Quick-Step Floors           | 3      |       |
| 7 | Sacha Modolo     | Italie         | EF Education First-Drapac   | 2      |       |
| 8 | Fabio Sabatini   | Italie         | Quick-Step Floors           | 1      |       |

- Sprint final d'Eilat (km 229) :

|    | Cycliste            | Pays     | Équipe                        | Points | Bonif |
| -- | ------------------- | -------- | ----------------------------- | ------ | ----- |
| 1  | Elia Viviani        | Italie   | Quick-Step Floors             | 50     | 10 s  |
| 2  | Sacha Modolo        | Italie   | EF Education First-Drapac     | 35     | 6 s   |
| 3  | Sam Bennett         | Irlande  | Bora-Hansgrohe                | 25     | 4 s   |
| 4  | Jakub Mareczko      | Italie   | Wilier Triestina-Selle Italia | 18     |       |
| 5  | Danny van Poppel    | Pays-Bas | Lotto NL-Jumbo                | 14     |       |
| 6  | Jens Debusschere    | Belgique | Lotto Fix All                 | 12     |       |
| 7  | Manuel Belletti     | Italie   | Androni Giocattoli-Sidermec   | 10     |       |
| 8  | Baptiste Planckaert | Belgique | Katusha-Alpecin               | 8      |       |
| 9  | Mads Pedersen       | Danemark | Trek-Segafredo                | 7      |       |
| 10 | José Gonçalves      | Portugal | Katusha-Alpecin               | 6      |       |
| 11 | Kristian Sbaragli   | Italie   | Israel Cycling Academy        | 5      |       |
| 12 | Paolo Simion        | Italie   | Bardiani CSF                  | 4      |       |
| 13 | Matej Mohorič       | Slovaque | Bahrain-Merdia                | 3      |       |
| 14 | Michael Woods       | Canada   | EF Education First-Drapac     | 2      |       |
| 15 | Esteban Chaves      | Colombie | Mitchelton-Scott              | 1      |       |

### Cols et côtes
- Côte de Faran River, 4e catégorie (km 127,8) :

|   | Cycliste         | Pays   | Équipe                      | Points |
| - | ---------------- | ------ | --------------------------- | ------ |
| 1 | Marco Frapporti  | Italie | Androni Giocattoli-Sidermec | 3      |
| 2 | Enrico Barbin    | Italie | Bardiani CSF                | 2      |
| 3 | Guillaume Boivin | Canada | Israel Cycling Academy      | 1      |

## Classements à l'issue de l'étape

### Classement général
| \| Classement général \| Classement général \| Classement général \| Classement général \| Classement général \| \| Coureur \| Coureur \| Pays \| Équipe \| Temps \| \| ------------------ \| --------------------- \| ------------------ \| ------------------ \| ------------------ \| \| 1er \| Rohan Dennis \| Australie \| BMC Racing Team \| 9 h 05 min 30 s \| \| 2e \| Tom Dumoulin \| Pays-Bas \| Team Sunweb \| + 1 s \| \| 3e \| José Gonçalves \| Portugal \| Katusha-Alpecin \| + 13 s \| \| 4e \| Alex Dowsett \| Royaume-Uni \| Katusha-Alpecin \| + 17 s \| \| 5e \| Pello Bilbao \| Espagne \| Astana \| + 19 s \| \| 6e \| Simon Yates \| Royaume-Uni \| Mitchelton-Scott \| + 21 s \| \| 7e \| Maximilian Schachmann \| Allemagne \| Quick-Step Floors \| + 22 s \| \| 8e \| Tony Martin \| Allemagne \| Katusha-Alpecin \| + 28 s \| \| 9e \| Domenico Pozzovivo \| Italie \| Bahrain-Merida \| + 28 s \| \| 10e \| Carlos Betancur \| Colombie \| Movistar Team \| + 29 s \| |                       |             |                   |                 |
| |                       |             |                   |                 |
| Source : ProCyclingStats |                       |             |                   |                 |
| Classement général |                       |             |                   |                 |
| Coureur | Coureur               | Pays        | Équipe            | Temps           |
| 1er | Rohan Dennis          | Australie   | BMC Racing Team   | 9 h 05 min 30 s |
| 2e | Tom Dumoulin          | Pays-Bas    | Team Sunweb       | + 1 s           |
| 3e | José Gonçalves        | Portugal    | Katusha-Alpecin   | + 13 s          |
| 4e | Alex Dowsett          | Royaume-Uni | Katusha-Alpecin   | + 17 s          |
| 5e | Pello Bilbao          | Espagne     | Astana            | + 19 s          |
| 6e | Simon Yates           | Royaume-Uni | Mitchelton-Scott  | + 21 s          |
| 7e | Maximilian Schachmann | Allemagne   | Quick-Step Floors | + 22 s          |
| 8e | Tony Martin           | Allemagne   | Katusha-Alpecin   | + 28 s          |
| 9e | Domenico Pozzovivo    | Italie      | Bahrain-Merida    | + 28 s          |
| 10e | Carlos Betancur       | Colombie    | Movistar Team     | + 29 s          |

### Classement du meilleur jeune
| Classement du meilleur jeune | Classement du meilleur jeune | Classement du meilleur jeune | Classement du meilleur jeune | Classement du meilleur jeune |
| Coureur                      | Coureur                      | Pays                         | Équipe                       | Temps                        |
| ---------------------------- | ---------------------------- | ---------------------------- | ---------------------------- | ---------------------------- |
| 1er                          | Maximilian Schachmann        | Allemagne                    | Quick-Step Floors            | 9 h 05 min 52 s              |
| 2e                           | Valerio Conti                | Italie                       | UAE Team Emirates            | + 8 s                        |
| 3e                           | Mads Würtz Schmidt           | Danemark                     | Katusha-Alpecin              | + 9 s                        |
| 4e                           | Felix Großschartner          | Autriche                     | Bora-Hansgrohe               | + 10 s                       |
| 5e                           | Sam Oomen                    | Pays-Bas                     | Team Sunweb                  | + 21 s                       |
| 6e                           | Ben O'Connor                 | Australie                    | Dimension Data               | + 28 s                       |
| 7e                           | Nico Denz                    | Allemagne                    | AG2R La Mondiale             | + 31 s                       |
| 8e                           | Miguel Ángel López           | Colombie                     | Astana                       | + 35 s                       |
| 9e                           | Ryan Mullen                  | Irlande                      | Trek-Segafredo               | + 36 s                       |
| 10e                          | Ryan Gibbons                 | Afrique du Sud               | Dimension Data               | + 40 s                       |

### Classement aux points
| Classement par points | Classement par points | Classement par points | Classement par points         | Classement par points |
| Coureur               | Coureur               | Pays                  | Équipe                        | Points                |
| --------------------- | --------------------- | --------------------- | ----------------------------- | --------------------- |
| 1er                   | Elia Viviani          | Italie                | Quick-Step Floors             | 130 pts               |
| 2e                    | Sacha Modolo          | Italie                | EF Education First-Drapac     | 55 pts                |
| 3e                    | Jakub Mareczko        | Italie                | Wilier Triestina-Selle Italia | 53 pts                |
| 4e                    | Sam Bennett           | Irlande               | Bora-Hansgrohe                | 50 pts                |
| 5e                    | Guillaume Boivin      | Canada                | Israel Cycling Academy        | 48 pts                |
| 6e                    | Rohan Dennis          | Australie             | BMC Racing Team               | 32 pts                |
| 7e                    | Marco Frapporti       | Italie                | Androni Giocattoli-Sidermec   | 24 pts                |
| 8e                    | Davide Ballerini      | Italie                | Androni Giocattoli-Sidermec   | 20 pts                |
| 9e                    | Manuel Belletti       | Italie                | Androni Giocattoli-Sidermec   | 18 pts                |
| 10e                   | Niccolò Bonifazio     | Italie                | Bahrain-Merida                | 18 pts                |

### Classement du meilleur grimpeur
| Classement de la montagne | Classement de la montagne | Classement de la montagne | Classement de la montagne   | Classement de la montagne |
| Coureur                   | Coureur                   | Pays                      | Équipe                      | Points                    |
| ------------------------- | ------------------------- | ------------------------- | --------------------------- | ------------------------- |
| 1er                       | Enrico Barbin             | Italie                    | Bardiani CSF                | 5 pts                     |
| 2e                        | Marco Frapporti           | Italie                    | Androni Giocattoli-Sidermec | 3 pts                     |
| 3e                        | Guillaume Boivin          | Canada                    | Israel Cycling Academy      | 3 pts                     |
| 4e                        | Davide Ballerini          | Italie                    | Androni Giocattoli-Sidermec | 1 pt                      |

### Classements par équipes
| Classement par équipes | Classement par équipes | Classement par équipes | Classement par équipes |
| Équipe                 | Équipe                 | Pays                   | Temps                  |
| ---------------------- | ---------------------- | ---------------------- | ---------------------- |
| 1re                    | Katusha-Alpecin        | Suisse                 | 27 h 17 min 28 s       |
| 2e                     | Lotto Soudal           | Belgique               | + 39 s                 |
| 3e                     | BMC Racing Team        | États-Unis             | + 41 s                 |
| 4e                     | Bora-Hansgrohe         | Allemagne              | + 50 s                 |
| 5e                     | Astana                 | Kazakhstan             | + 50 s                 |
| 6e                     | Movistar Team          | Espagne                | + 51 s                 |
| 7e                     | Quick-Step Floors      | Belgique               | + 52 s                 |
| 8e                     | UAE Team Emirates      | Émirats arabes unis    | + 56 s                 |
| 9e                     | Team Sunweb            | Allemagne              | + 1 min 04 s           |
| 10e                    | Mitchelton-Scott       | Australie              | + 1 min 06 s           |

| Classement par équipes | Classement par équipes | Classement par équipes | Classement par équipes |
| Équipe                 | Équipe                 | Pays                   | Temps                  |
| ---------------------- | ---------------------- | ---------------------- | ---------------------- |
| 1re                    | Katusha-Alpecin        | Suisse                 | 27 h 17 min 28 s       |
| 2e                     | Lotto Soudal           | Belgique               | + 39 s                 |
| 3e                     | BMC Racing Team        | États-Unis             | + 41 s                 |
| 4e                     | Bora-Hansgrohe         | Allemagne              | + 50 s                 |
| 5e                     | Astana                 | Kazakhstan             | + 50 s                 |
| 6e                     | Movistar Team          | Espagne                | + 51 s                 |
| 7e                     | Quick-Step Floors      | Belgique               | + 52 s                 |
| 8e                     | UAE Team Emirates      | Émirats arabes unis    | + 56 s                 |
| 9e                     | Team Sunweb            | Allemagne              | + 1 min 04 s           |
| 10e                    | Mitchelton-Scott       | Australie              | + 1 min 06 s           |

| Classement par équipes aux points | Classement par équipes aux points | Classement par équipes aux points | Classement par équipes aux points |
| Équipe                            | Équipe                            | Pays                              | Points                            |
| --------------------------------- | --------------------------------- | --------------------------------- | --------------------------------- |

| Classement par équipes aux points | Classement par équipes aux points | Classement par équipes aux points | Classement par équipes aux points |
| Équipe                            | Équipe                            | Pays                              | Points                            |
| --------------------------------- | --------------------------------- | --------------------------------- | --------------------------------- |